# Copa Uruguay 2022
La Copa Uruguay 2022 è stata la 1ª edizione della Coppa nazionale uruguaiana. Iniziata il 22 giugno 2022, si è conclusa il 13 novembre 2023 con la vittoria finale del Defensor.

## Ottavi di finale
| Squadra 1      | Risultato       | Squadra 2              |
| -------------- | --------------- | ---------------------- |
| Rentistas      | 0 – 3           | Progreso               |
| Albion         | 2 – 3           | La Luz                 |
| Rampla Juniors | 3 – 0           | Nacional               |
| Plaza Colonia  | 1 – 0           | Cerro Largo            |
| Liverpool (M)  | 4 – 0           | Montevideo Wanderers   |
| Defensor       | 2 – 0           | River Plate (M)        |
| Peñarol        | 0 – 0 (4-3 dtr) | Boston River           |
| Cerrito        | 0 – 0 (3-5 dtr) | Montevideo City Torque |

## Quarti di finale
| Squadra 1              | Risultato | Squadra 2     |
| ---------------------- | --------- | ------------- |
| Defensor               | 3 – 0     | Liverpool (M) |
| Montevideo City Torque | 1 – 2     | Progreso      |
| Rampla Juniors         | 2 – 3     | La Luz        |
| Plaza Colonia          | 0 – 1     | Peñarol       |

## Semifinali
| Squadra 1 | Totale          | Squadra 2 | Andata | Ritorno |
| --------- | --------------- | --------- | ------ | ------- |
| Progreso  | 2 – 4           | Defensor  | 1 – 1  | 1 – 3   |
| Peñarol   | 1 – 1 (2-4 dtr) | La Luz    | 1 – 0  | 0 – 1   |

## Finale
| Squadra 1 | Risultato | Squadra 2 |
| --------- | --------- | --------- |
| Defensor  | 1 – 0     | La Luz    |